# Тютьків

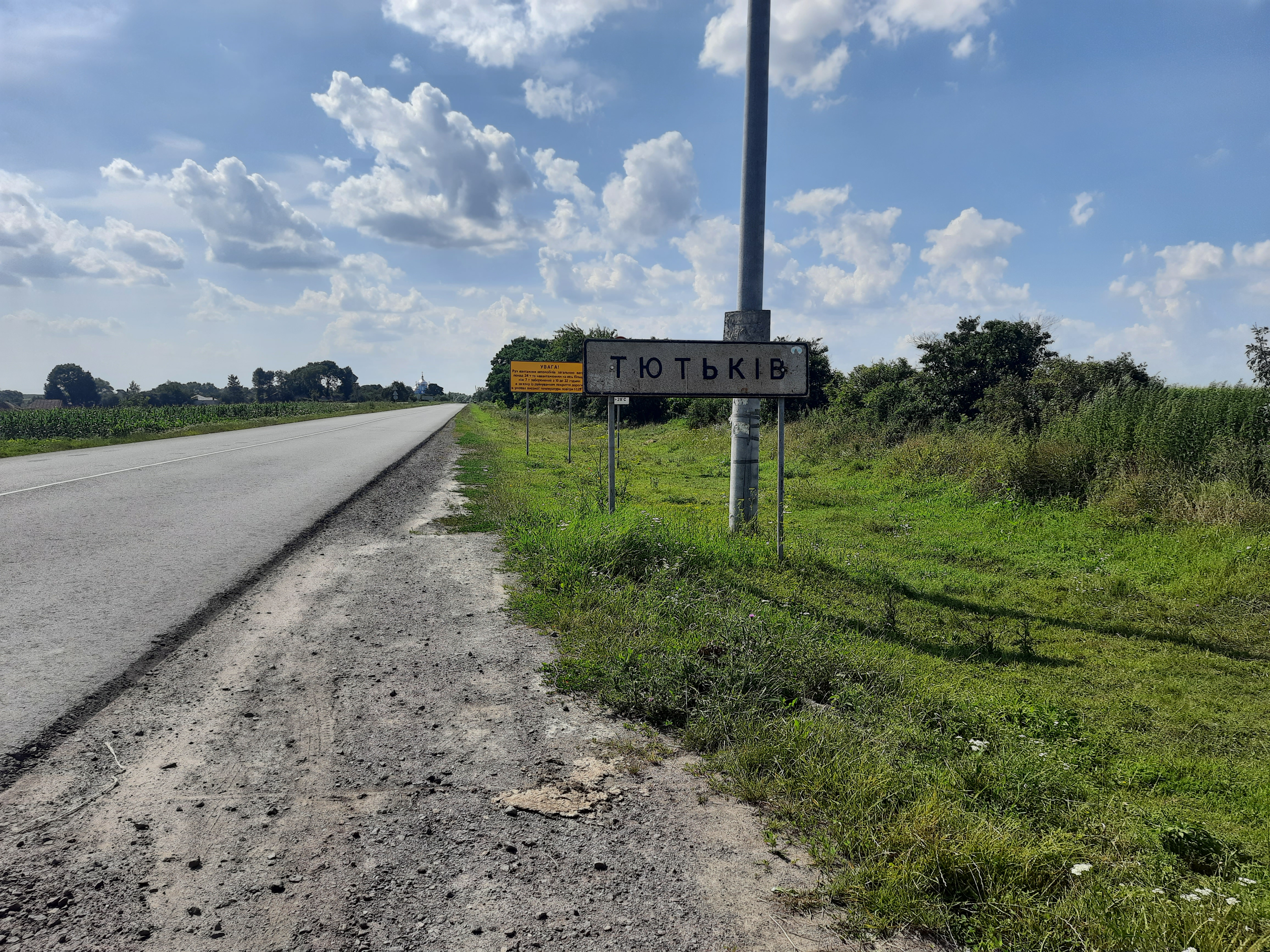
Дорожній знак при в'їзді в село

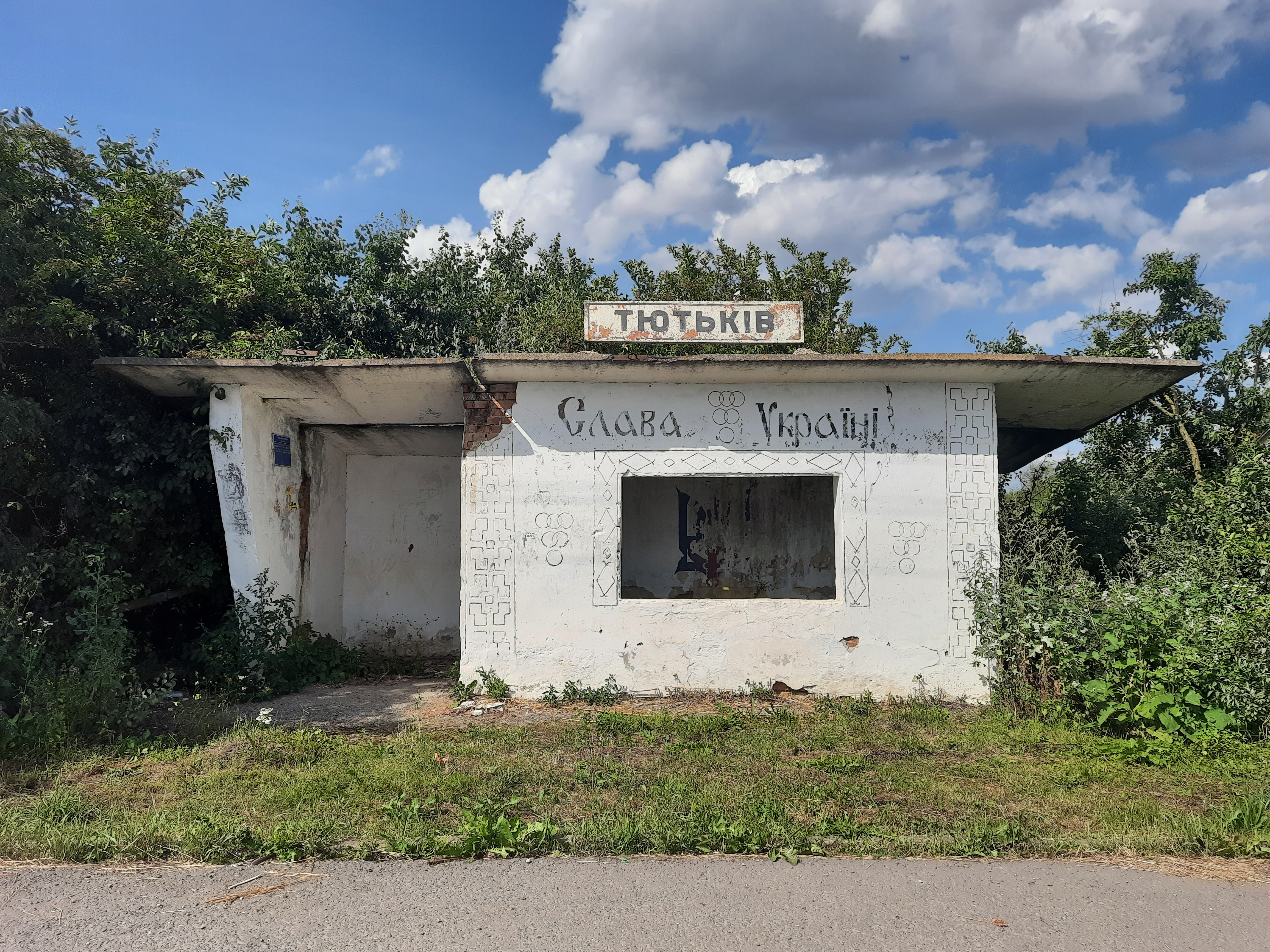
Автобусна зупинка

Тю́тьків — село в Україні, у Микулинецькій селищній громаді Тернопільського району Тернопільської області. До 2020 року підпорядковане Дарахівській сільській раді. Розташоване на березі річки Тюха.
Поштове відділення — Дарахівське. 
Населення — 514 осіб (2007).

## Історія
Перша писемна згадка — 1410 як місцевість; як село відоме з 1683.
У 1892 році в селі була однокласна школа.
Діяли «Просвіта», «Сокіл» та інші товариства.
1 серпня 1934 року внаслідок адміністративної реформи село включено до новоствореної у Теребовлянському повіті об'єднаної сільської гміни Дарахів.
В Церкві Покладення Ризи Пресвятої Богородиці знаходиться унікальний вишитий іконостас. До його складу входять лише образи, вишиті вручну бісером. Всього в іконостас увійшли 18 образів і на його створення знадобилося півтора року. Кожну з ікон вишивала одна із родин парафії. За підрахунками майстринь, всього використано 1 млн 436 тис. 433 бісеринки. Вага створених ними ікон – 17 кг 724 г, а їх загальна площа склала 7,12 м кв.
12 червня 2020 року, відповідно до розпорядження Кабінету Міністрів України № 724-р «Про визначення адміністративних центрів та затвердження територій територіальних громад Тернопільської області» увійшло до складу  Микулинецької селищної громади.
19 липня 2020 року, в результаті адміністративно-територіальної реформи та ліквідації Теребовлянського району, село увійшло до складу Тернопільського району.

## Політика

### Парламентські вибори, 2019
На позачергових парламентських виборах 2019 року у селі функціонувала окрема виборча дільниця № 610827, розташована у приміщенні клубу.
Результати
- зареєстрований 351 виборець, явка 58,97%, найбільше голосів віддано за «Європейську Солідарність» — 26,83%, за «Слугу народу» — 22,44%, за «Голос» — 21,46%.[5] В одномандатному окрузі найбільше голосів отримав Микола Люшняк (самовисування) — 66,50%, за Олега Вітвіцького (Голос) — 10,84%, за Ігоря Сопеля (Слуга народу) — 7,88%[6].

## Населення

### Мова
Розподіл населення за рідною мовою за даними перепису 2001 року:
| Мова       | Кількість | Відсоток |
| ---------- | --------- | -------- |
| українська | 555       | 99.64%   |
| російська  | 2         | 0.36%    |
| Усього     | 557       | 100%     |

## Релігія

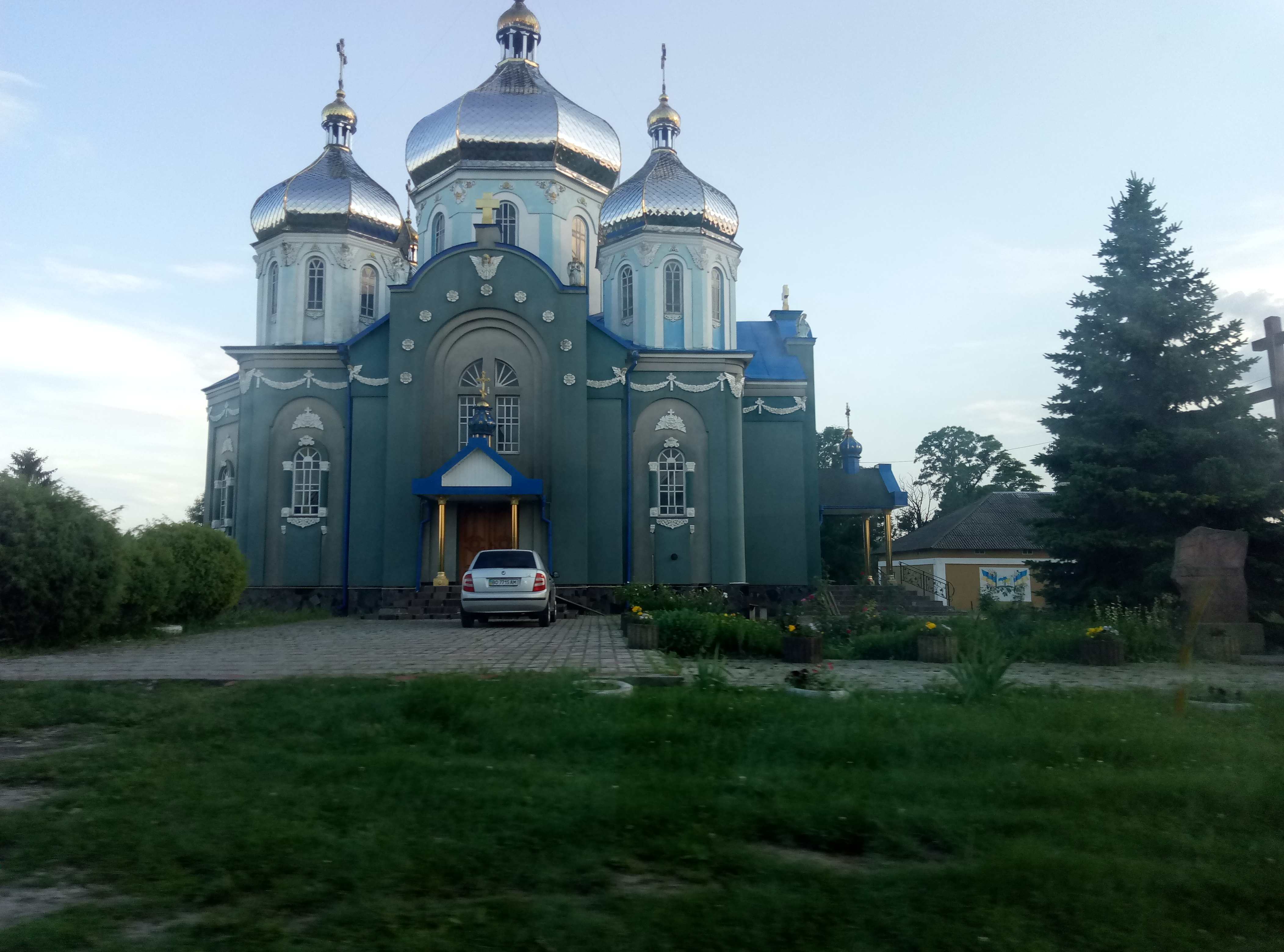
Тютьків церква

- церква Різдва святого Івана Хрестителя (1903, реставрована 1993, УГКЦ),
- церква Покладення Ризи Пресвятої Богородиці (УАПЦ).

## Пам'ятки
Споруджено Братську могилу воїнів ЧА, встановлено пам'ятний хрест на честь скасування панщини (відновлено 1997).

## Поширені прізвища
Караван, Вітик, Шуль.

## Відомі люди

### Народилися
- Баранський Збіґнєв (1925—2009) — польський літературознавець.[8]
- Букетов Андрій — український вчений у галузі матеріалознавства і технології полімерних композиційних матеріалів. Доктор технічних наук (2007). Заслужений винахідник Тернопільської області (2006).[9]

## Соціальна сфера
Працюють клуб, бібліотека, ФАП.